# Allianz SE

Die Allianz SE weltweit (Stand 2009)

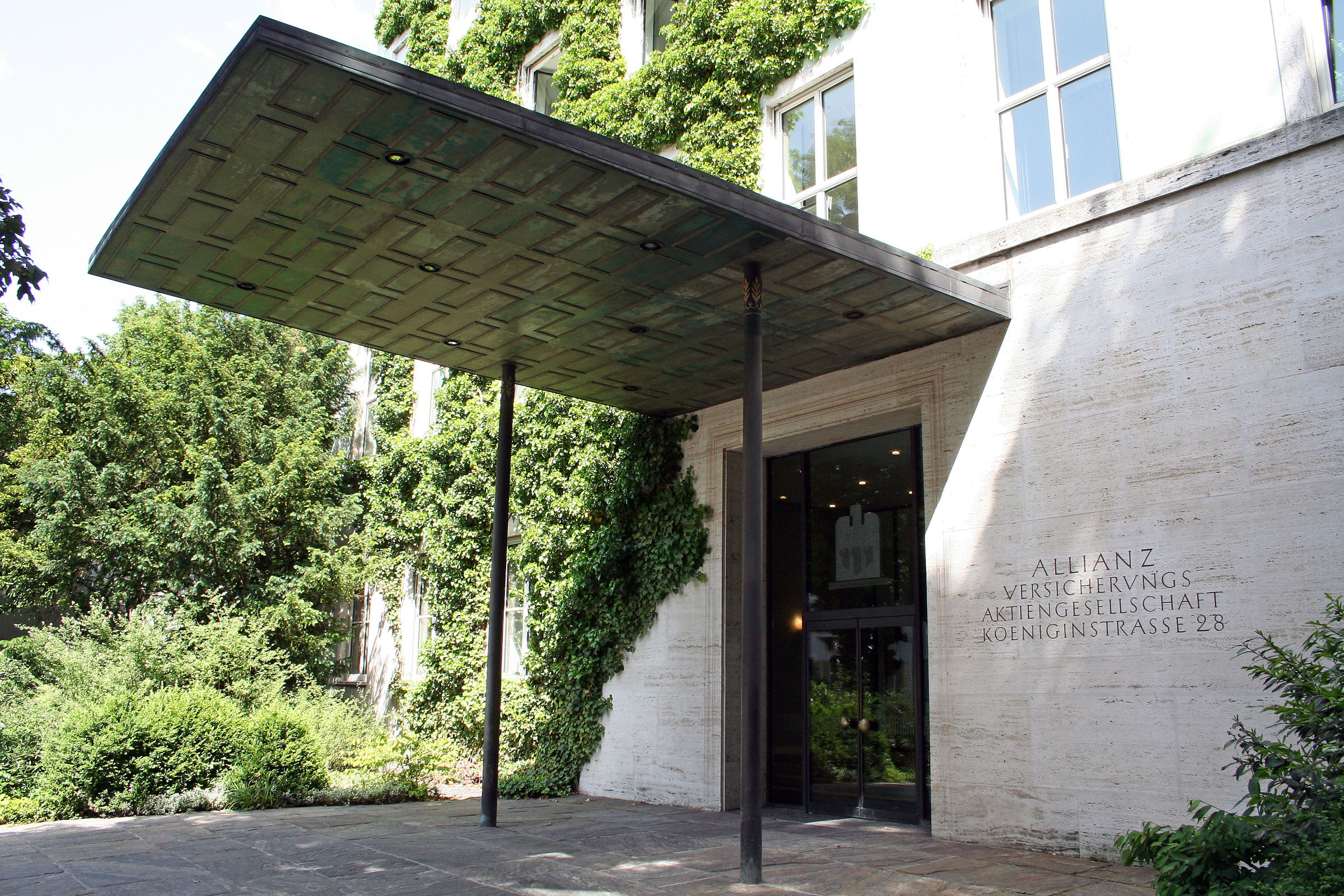
Hauptsitz der Allianz: die Königinstraße 28 in 80802 München

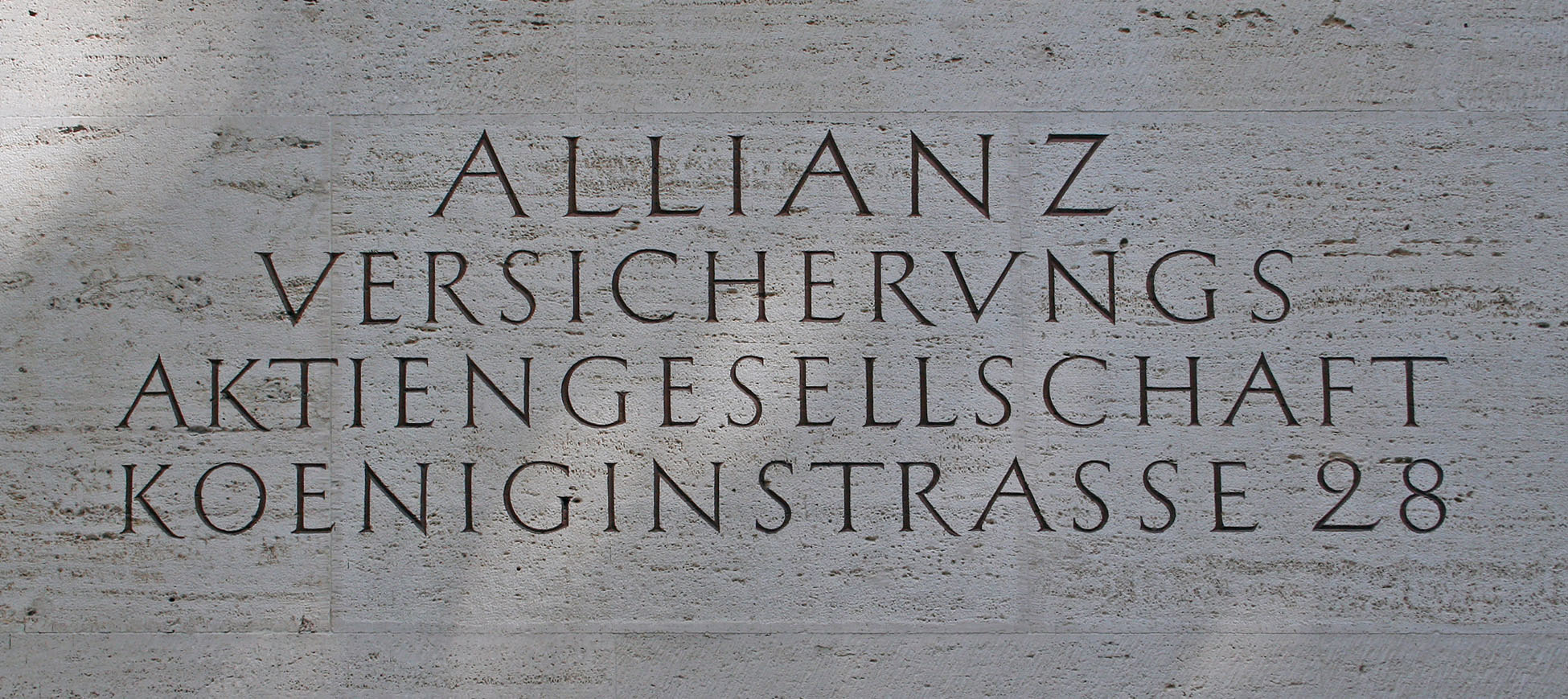
Inschrift des Firmennamens „Allianz Versicherungs Aktiengesellschaft“ am Hauptsitz der Allianz

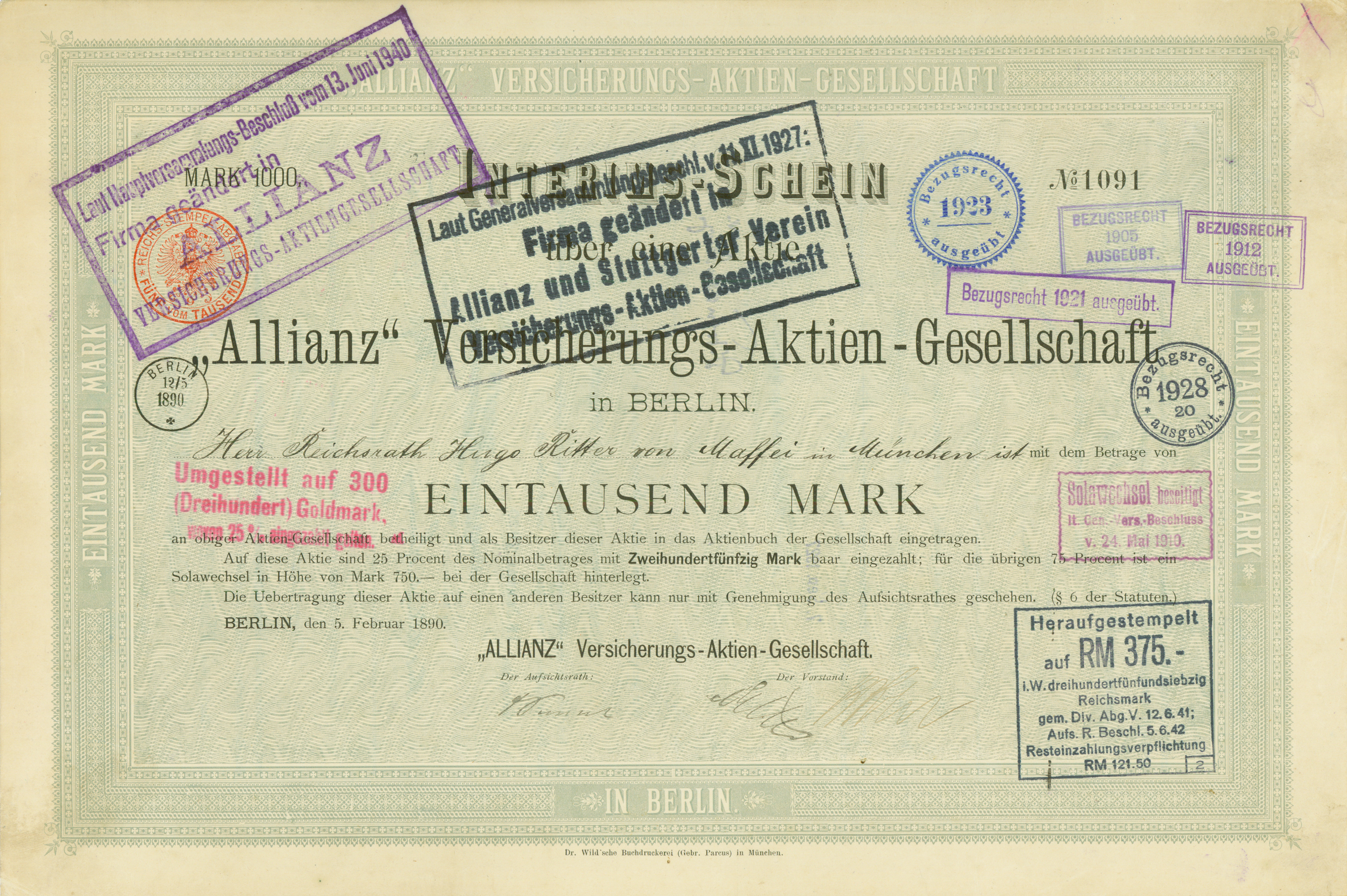
Interims-Schein einer Aktie über 1000 Mark der Allianz Versicherungs-AG vom 5. Februar 1890

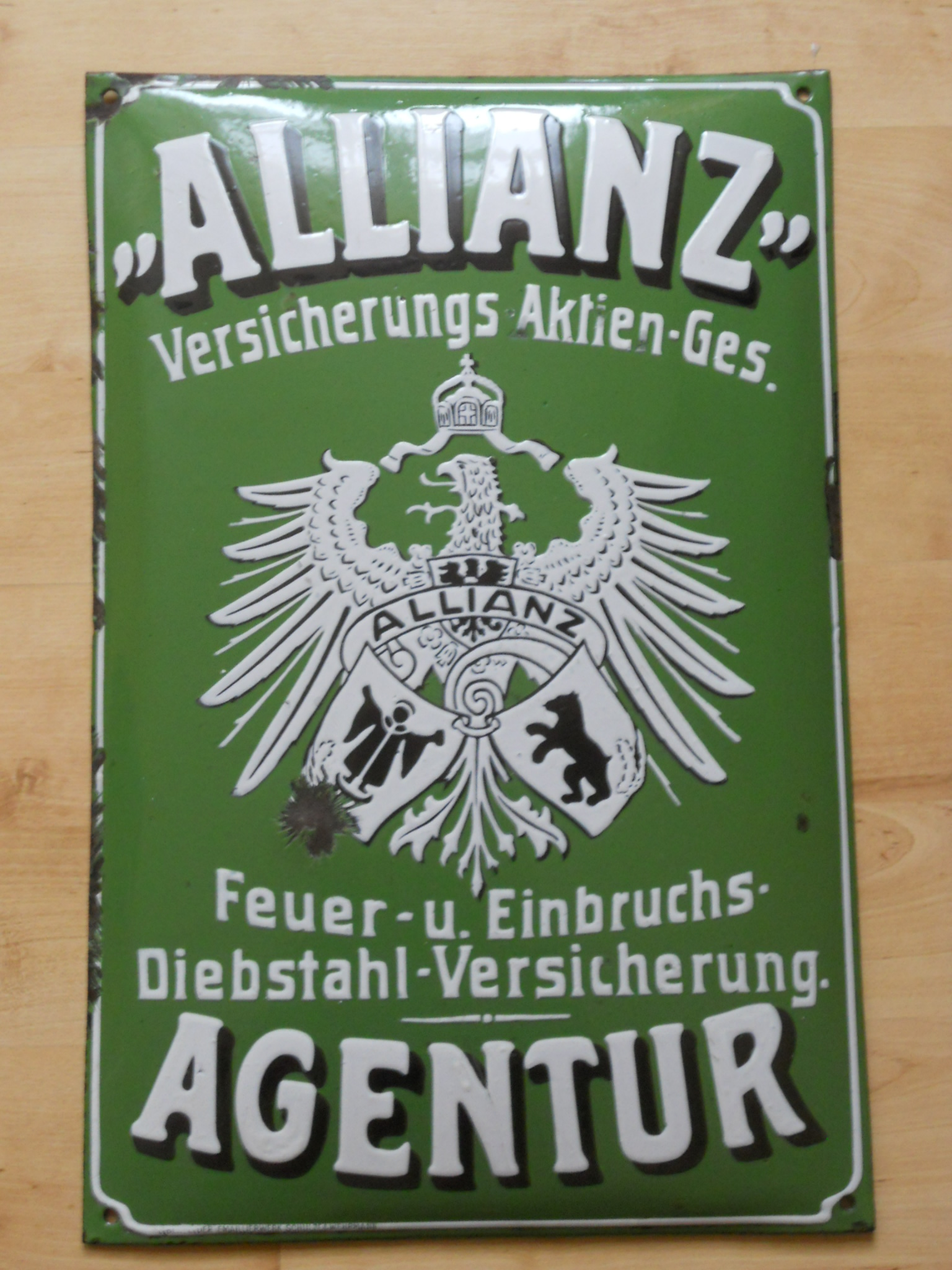
Alte Hinweistafel einer Agentur

Die Allianz SE mit Sitz in München ist ein 1890 gegründeter, börsennotierter Versicherungskonzern und einer der größten Versicherer der Welt. Das Unternehmen tritt weltweit unter dem Namen Allianz Group auf. Vorstandsvorsitzender ist seit Mai 2015 Oliver Bäte. Das Unternehmen wies im Jahr 2024 bei einem Umsatz von rund 180 Milliarden Euro einen Jahresüberschuss von 10,5 Milliarden Euro (Vorjahr: 9,0 Milliarden Euro) auf.
Die Allianz ist laut Forbes Global 2000 das größte Unternehmen Deutschlands.

## Geschichte

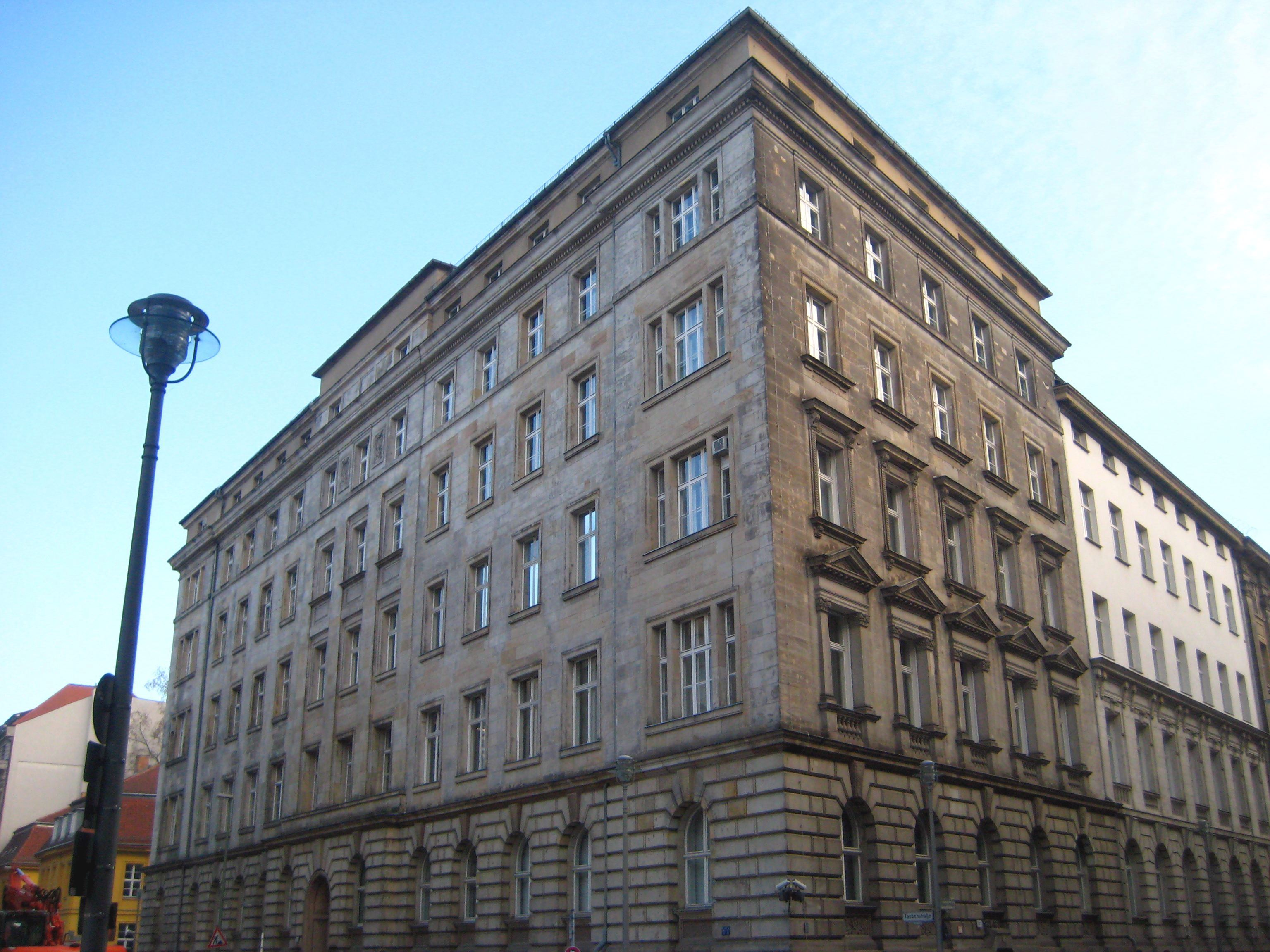
Ehemalige Generaldirektion der Allianz in der Berliner Taubenstraße, erbaut 1896/1897

### Gründung und Aufstieg
1890 nahm die ein Jahr zuvor in München gegründete Allianz Versicherungs-AG in Berlin (Kochstraße) ihre Geschäftstätigkeit auf. Als Gründer fungierten alle Aufsichtsratsmitglieder der Münchener Rückversicherungs-Gesellschaft (außer Schmidt-Polex und von Schauss), der Vorstand der Münchener Rück Carl von Thieme, der das Projekt maßgeblich vorangetrieben hatte, der Reichstagsabgeordnete und Bergbaubesitzer Friedrich Hammacher, die Industriellen Heinrich Lueg (von der Firma Haniel & Lueg) und Wilhelm Oechelhäuser (von der Deutschen Continental-Gas-Gesellschaft) sowie die Deutsche Bank. Das Aktienkapital in Höhe von 4 Millionen Mark (zu 25 % einzuzahlen) wurde schwerpunktmäßig vom Bankhaus Merck Finck & Co (rund 1,5 Millionen Mark) und der Deutschen Bank (rund 1 Million Mark) gezeichnet, der Rest von den übrigen Gründern. Wilhelm von Finck wurde zum Vorsitzenden des Aufsichtsrats gewählt, Hermann Pemsel zu seinem Stellvertreter. 1893 wurde in London die erste Auslandsfiliale eröffnet, das Foreign Department unter der Leitung von Carl Schreiner, von der aus auch das Geschäft in den USA aufgebaut wurde. 1895 wurden die Aktien des Unternehmens erstmals an der Berliner Börse gehandelt.
1906 bestand die Allianz ihre erste Belastungsprobe, als sie einen nicht unerheblichen Teil der Entschädigungen nach dem verheerenden Erdbeben in San Francisco zu leisten hatte. Als im April 1912 die Titanic sank, musste die Allianz ebenfalls hohe Entschädigungszahlungen leisten.

### In der Weimarer Republik
Die Zeit nach dem Ersten Weltkrieg war bei der Allianz geprägt durch die seinerzeit in vielen Branchen beobachtbare Konzernbildung, die insbesondere unter dem ab 1921 als Nachfolger des verstorbenen Paul von der Nahmer als Vorstandsvorsitzendem fungierenden Kurt Schmitt vorangetrieben wurde. Dieser war 1917 in den Vorstand aufgerückt, wo er die Expansion in neue Sparten wie die Luftfahrtversicherung und die nach der Novemberrevolution aufgekommenen Aufruhrversicherung sowie insbesondere die Kraftfahrtversicherung forcierte. Bei letzterer wurde insbesondere das Geschäft durch die im April 1918 in Kooperation mit der Münchener Rück und dem Kaiserlichen Automobil-Club gegründete Tochtergesellschaft Kraft Versicherungs-AG betrieben.
Die enge Beziehung zur Münchener Rück war auch in der Nachkriegszeit von grundlegender Bedeutung, als die Gesamtwirtschaft und damit auch die Versicherungsbranche von der in der Hyperinflation 1923 kulminierenden Inflationszeit ab 1918 betroffen war. Die beiden großen Gesellschaften hatten aufgrund der Internationalisierung in der Vorkriegszeit anders als viele vor allem kleinere Unternehmen ausländische Devisen angesammelt und daher kaum Schulden in Fremdwährungen, die diese nun in Bedrängnis brachten.
Im April 1921 unterzeichneten die Münchener Rück und Allianz einen datierten „Gemeinschaftsvertrag“, der eine enge Verflechtung zwischen den beiden Unternehmen bezüglich gehaltener Mindestanteile am Grundkapital, gegenseitiger Aufsichtsratssitze der jeweiligen Vorstandsvorsitzenden und der Personalunion von mindestens drei Aufsichtsratsmitglieder beim jeweils anderen Unternehmen und gleichzeitig eine strategische Aufteilung bezüglich der Aktivitäten vorsah. Dies bedeutete auch, dass die Allianz die Erstversicherungstöchter der Münchener Rück übernahm und diese zudem keine Unternehmen neu gründete, in denen die Allianz aktiv war, während gleichzeitig auf eigene Rückversicherungstätigkeiten verzichtet wurde, bestehende Rückversicherungen zugunsten der Münchener Rück als Gegenpartei geändert wurden sowie neu abgeschlossene Verträge hälftig beim Vertragspartner rückversichert werden sollten und bei Neugründungen oder Übernahmen die Münchener Rück einen Kapitalanteil von 50 % übernehmen sollte. Die Vereinbarung wurde maßgeblich durch Nahmer – der wenige Tage nach Unterzeichnung verstarb – und von Thieme ausgearbeitet und gilt insbesondere als Vermächtnis des Letzteren angesichts des bevorstehenden Ausscheidens aus dem Aufsichtsrat, wo er vereinbarungsgemäß durch MR-Generaldirektor Wilhelm Kißkalt beerbt wurde.
1922 wurde gemeinsam mit der Münchener Rück, die 50 % der Kapitalisierung übernahm, die mit 20 Millionen Reichsmark (2025: etwa 10 Mio. Euro) Grundkapital ausgestattete Tochtergesellschaft Allianz Lebensversicherungs-AG gegründet.
Insbesondere in den Jahren 1920 bis 1923 wurden diverse kleinere Mitbewerber aufgekauft. Durch die Übernahmen ging die sich nun selbst als Konzern bezeichnende Allianz gestärkt in die Jahre nach der Inflation und gehörte im Zuge des Konzentrierungsprozesses zu den größten Versicherungsunternehmen Deutschlands, 1924 wurden rund 80 Millionen Reichsmark (2025: etwa 402 Mio. Euro) Prämieneinnahmen verbucht. Die Basis nutzte das Unternehmen zur internen Konsolidierung, dabei wurde einerseits massiv Personal abgebaut und diese Straffung genutzt, um einige Tochtergesellschaften auf die Allianz Versicherung zu verschmelzen. Schmitt ließ die Unternehmen als Niederlassungen fortbestehen, um die jeweiligen Markennamen zu nutzen. Im Frühjahr 1927 unternahm die Allianz einen erneuten Versuch zur Übernahme des mittlerweile in Stuttgarter Verein umbenannten Allgemeinen Deutschen Versicherungsvereins. So musste die Allianz etliche Zugeständnisse bei der 1927 von den Führungsgremien und letztlich 1928 von den Hauptversammlungen abgesegnten Fusion der beiden Unternehmen machen, die in der Umfirmierung des Unternehmens in Allianz und Stuttgarter Verein kulminierten. Der Vorstandsvorsitzende des Stuttgarter Vereins Max Georgii wechselte zudem an die Spitze des Aufsichtsrats des Fusionsunternehmens, das weiterhin von Schmitt geleitet wurde, aber gleichzeitig einige Direktoren des Stuttgarter Vereins ins Vorstandsgremium übernahm. Wenngleich Berlin Hauptsitz des Unternehmens blieb, etablierte sich Stuttgart als bedeutende Zweigstelle, in der insbesondere das Lebensversicherungsgeschäft sowie das Unfall- und Haftpflichtgeschäft organisiert wurde. Das fusionierte Unternehmen setzte sich an die Spitze der deutschen Versicherungsunternehmen – alleine in der Lebensversicherung verwaltete die Allianz fortan mit 1,6 Mrd. Reichsmark (2025: etwa 6,9 Mrd. Euro) fast doppelt so viel wie die Gruppe der seinerzeit 17 öffentlich-rechtlichen Versicherungen zusammen (rund 1 Mrd. Reichsmark) oder die Victoria (rund 950 Mio. Reichsmark) als seinerzeit zweitgrößter deutscher Lebensversicherer – und verzeichnete auch im Ausland nicht zuletzt aufgrund von Zukäufen in den 1920er Jahren steigende Umsätze. Unterdessen übergab die Bayerische Versicherungsbank ihre Tätigkeiten außerhalb Bayerns an die Gruppe und konzentrierte sich als Landesgesellschaft auf die Tätigkeit im Gliedstaat.
Im August 1929 wurde die deutsche Versicherungsbranche durch den FAVAG-Skandal erschüttert, als die Frankfurter Allgemeine Versicherungs AG (FAVAG) als eine der größten Versicherungsgruppen in Deutschland zusammenbrach. Am 21. August gründete die Allianz die Neue Frankfurter Allgemeine Versicherungs-AG als Tochter, die nur eine Woche später die aufsichtsrechtliche Genehmigung zum Geschäftsbetrieb erhielt und auf die in der Folge die Verpflichtungen der FAVAG aus dem Sachversicherungsgeschäft übertragen wurden, während die einzelnen Lebensversicherungsgesellschaften im Herbst mit der Allianz Lebensversicherung verschmolzen wurden.
1932 startete die Allianz ihr Engagement in der Schadenforschung und eröffnete eine Materialprüfstelle zur Schadenforschung, aus der später das Allianz Zentrum für Technik (AZT) hervorging. Ziel war es, aus den Schadenereignissen gewonnene Erkenntnisse interessierten Unternehmen zur Schaden- und Risikominimierung zur Verfügung zu stellen.

### Zeit des Nationalsozialismus
Bereits zu Zeiten der Weimarer Republik hatte die Allianz enge Kontakte zu den Nationalsozialisten geknüpft. Im Februar 1931 etwa traf sich Adolf Hitler mit dem Allianz-Vorstandschef Kurt Schmitt und dem Aufsichtsratsvorsitzenden August von Finck. Hitlers Spendenbeschaffer Walther Funk verkündete anschließend: „Wenn es zum Bürgerkrieg kommt, gibt es von der Allianz fünf Millionen Mark.“ Schmitt wurde im Juni 1933 Reichswirtschaftsminister und SS-Ehrenmitglied.
Von 1933 bis 1945 versicherte die Allianz auch Unterorganisationen der NSDAP und erschloss im Zuge der Ausbreitung des Deutschen Reiches neue Geschäftsfelder. Unter anderem wurde durch die Übernahme jüdischer Versicherungshäuser der Kundenstamm ausgeweitet. Die Allianz profitierte direkt von Deportationen. Ab 1940 versicherte die Allianz in den Konzentrationslagern SS-Rüstungsbetriebe, Häftlingsbaracken, Materiallager und Fuhrparks, darunter in Auschwitz, Buchenwald und Dachau. Allianz-Mitarbeiter inspizierten regelmäßig die Konzentrationslager.
Henning Schulte-Noelle war der erste Vorstandsvorsitzende, der sich dieser Vergangenheit stellte, als er 1993 den Auftrag für den Aufbau eines firmenhistorischen Archivs gab, das 1996 eröffnet wurde. 1998 begann eine Gruppe von Historikern unter Leitung von Gerald D. Feldman, die Geschichte der Allianz von 1933 bis 1945 zu erforschen und veröffentlichte die Ergebnisse im September 2001. Auf Basis dieser Ergebnisse wurde eine Dauerausstellung sowohl im firmenhistorischen Archiv als auch im Internet eingerichtet. 2008 entstand in den Vereinigten Staaten eine Debatte über die nationalsozialistische Vergangenheit der Allianz. Im Zuge der Verhandlungen über die Vergabe der Namensrechte des Meadowlands-Stadions nahe New York wurde die Allianz in führenden Zeitungen und der Anti-Defamation League heftig kritisiert.

### Nachkriegszeit
Nach dem Krieg und der Blockade Berlins 1949 wurden die Zentralen nach München (Allianz Versicherungs-AG) und Stuttgart (Allianz Lebensversicherungs-AG) verlegt. Dabei residierte die Allianz in München zunächst in den Gebäuden ihrer bereits lokal ansässigen Tochter Bayerische Versicherungsbank, im November 1954 wurde die von Josef Wiedemann entworfene neue Konzernzentrale in der Nähe des Englischen Gartens in Anwesenheit von Bundeskanzler Konrad Adenauer eröffnet. In Stuttgart wurde auf die Infrastruktur aus Zeiten des Stuttgarter Vereins zurückgegriffen und der Standort rund um die Reinsburger Straße ausgebaut.
Als erstes Unternehmen in Deutschland führte die Allianz eine elektronische Datenverarbeitung für ihren Versichertenbestand ein. Dabei wurde ein Computer IBM 650 genutzt, der damals noch die Größe von zwei Schränken hatte. Die Daten wurden auf Lochkarten erfasst. 1958 führte der Konzern den bekannten Werbe-Slogan „hoffentlich Allianz versichert“ ein, im darauf folgenden Jahr wurde das Auslandsgeschäft wieder aufgenommen. 1956 versuchte Merck Finck & Co, seinen 40-prozentigen Anteil an der Allianz verdeckt zu erhöhen, gelangte allerdings nicht zum Ziel und veräußerte daraufhin bis 1990 den Anteil an der Versicherung vollständig. Ab diesem Zeitpunkt war die Münchener Rück, mit der neben der 25-prozentigen Überkreuzbeteiligung seit 1921 ein Rahmenvertrag über die Grundsätze der Zusammenarbeit bestand, der bestimmende Aktionär der Allianz.

### 1970 bis 2000
Ab den 1970er-Jahren wurde die Allianz durch Aufkäufe und Gesellschaftsgründungen zu einem immer stärker im Ausland agierenden Unternehmen. Es folgten die Übernahmen traditionsreicher Versicherer in Deutschland (Vereinte), Frankreich (AGF), Italien (RAS) und den USA (Firemans Fund). In den 1980er-Jahren warb die Allianz im Fernsehen mit Werbespots, die mit einem von Roland Bublitz gesungenen Lied musikalisch untermalt wurden und den Werbe-Slogan Eine Allianz fürs Leben. 1985 wurde die Allianz AG als Holding zur besseren Steuerung der Beteiligungen gegründet. Die Allianz AG fungierte auch als Gruppenrückversicherer, was unter anderem die Entflechtung mit der Münchener Rück erleichterte. In den 1980er-Jahren beteiligte sich die Allianz an der italienischen Riunione Adriatica di Sicurtà. 1990 übernahm die Allianz die Staatliche Versicherung der DDR. Die Expansion in den Ostteil Europas begann mit dem Kauf des größten ungarischen Versicherers Hungaria Biztosíto. In sieben weiteren Ländern von Mittel- und Osteuropa wurden Tochtergesellschaften errichtet oder gekauft. 1990 begann die Expansion nach Asien durch die Gründung von Tochtergesellschaften in Japan und Indonesien. Inzwischen ist die Allianz in China durch mehrere Tochtergesellschaften sowie in allen bedeutenden Märkten Asiens durch Neugründungen oder Zukäufe vertreten. In Australien besitzt die Allianz ebenfalls eine große Tochtergesellschaft. 1994 stieg die Allianz mit der aufgekauften Vereinte Krankenversicherung Aktiengesellschaft in das Geschäft mit privaten Krankenversicherungen ein. 1997 übernahm die Allianz 51 % der Aktien der zweitgrößten französischen Versicherung, Assurances Générales de France (AGF), im Wert von 9,2 Milliarden DM. Die Allianz stieg damit zum weltgrößten Versicherungskonzern auf.

### Seit 2000
Die Übernahme der Dresdner Bank im Jahr 2001 war – zusammen mit Naturkatastrophen in Mitteleuropa, dem Anschlag auf das World Trade Center und der Krise in den internationalen Finanzmärkten – für das erste negative Ergebnis in der Firmengeschichte der Allianz verantwortlich. Die Allianz AG machte einen Verlust von ungefähr 1,2 Milliarden Euro. Gleichzeitig reduzierte die Münchener Rück ihren Anteil an der Allianz auf 20 %.
Im Mai 2002 wurde die Allianz Autowelt GmbH gegründet, eine Gebrauchtwagenbörse mit einem Bestand von rund 1,6 Millionen Fahrzeugen. Neben Autokauf und -verkauf werden zusätzliche Dienste wie Fahrzeugbewertung, Fahrberichte und Routenplaner angeboten. Ende 2002 ging die Vereinte Versicherung zum Teil in der Allianz auf; die übernommene Krankenversicherungssparte wurde lediglich umfirmiert auf Allianz Private Krankenversicherungs-Aktiengesellschaft (APKV) mit klassischem Allianz-Branding in Blau und besteht bis heute als Rest der Vereinten weiter.
Nachdem 2003 die Allianz und die Münchener Rück ihren Rahmenvertrag zur Überkreuzbeteiligung offiziell kündigten und ihren gegenseitigen Anteil weiter reduzierten (Ende 2006 hielt die Münchener Rück noch 4,9 % an der Allianz), wurde eine weitgehende Entflechtung der deutschen Versicherungswirtschaft erreicht. Am 16. September 2005 startete die Allianz ihre Direktversicherungsmarke Allianz24 über ihre aus der Vereinte Versicherung verbliebene Tochtergesellschaft Vereinte Spezial Versicherung AG, unter der sie vier Jahre lang ausschließlich Pkw-Versicherungen über das Internet anbot. Nach internem Widerstand der Allianz-Vertreter wurde sie zum 17. September 2009 durch die neue Direktversicherungsmarke Allsecur ersetzt, der heutigen Allianz Direct Versicherung-AG.
Anfang 2006 wurden die drei deutschen Hauptgesellschaften der Allianz, die Allianz Versicherungs-Aktiengesellschaft (AZ Vers), die Allianz Lebensversicherungs-Aktiengesellschaft (AZL) und die Allianz Private Krankenversicherungs-Aktiengesellschaft (APKV), der neu erstellten Allianz Deutschland AG (AZ D) als Holding des Deutschlandgeschäftes unterstellt. Die jeweiligen Vertriebe wurden in der Allianz Beratungs- und Vertriebs-AG (ABV) gebündelt.
Am 13. Oktober 2006 wurde die Fusion mit der italienischen RAS und die gleichzeitige Umwandlung der Allianz AG in eine Europäische Aktiengesellschaft (SE) mit Eintragung des neuen Unternehmensnamens Allianz SE in das Handelsregister München bestandskräftig.
Im Mai 2007 übernahm die Allianz die Verkaufsautomaten-Firma Selecta vom britischen Catering-Anbieter Compass Group für einen Preis von rund 1,1 Milliarden Euro.
Am 31. August 2008 gaben die Allianz und die Commerzbank bekannt, dass sich die Aufsichtsräte beider Unternehmen auf den Verkauf der Dresdner Bank an die Commerzbank für insgesamt 9,8 Milliarden Euro geeinigt haben. Der Verkauf wurde mit dem 12. Januar 2009 abgeschlossen.
Durch den Verbleib der Oldenburgischen Landesbank (OLB) im Allianz-Konzern wurde in der Allianz Deutschland das Ressort Allianz Bank neu geschaffen, das die Grundlage für die Allianz Bank legte.
In den Jahren 2009 bis 2012 versuchte die Allianz ihr Geschäft mit privaten Krankenzusatzversicherungen durch eine Vertriebskooperation über die KKH-Allianz (Ersatzkasse) zu fördern.
Die Allianz Deutschland unterbreitete 2012 den Eigentümern der Provinzial NordWest ein Übernahmeangebot für die in Münster ansässige Versicherungsgruppe. Der Übernahmeversuch scheiterte jedoch im Dezember selben Jahres.
Das Geschäft mit der Allianz Bank blieb durchgehend bis einschließlich 2013 defizitär. Die Oldenburgische Landesbank (OLB) teilte am 24. Januar 2013 mit, dass ihre Zweigniederlassung Allianz Bank deshalb die Geschäftstätigkeit mit dem 30. Juni 2013 beendet. In der OLB und der Allianz Deutschland sollten durch diese Maßnahme bundesweit planmäßig über 450 Arbeitsplätze entfallen. Die Aufwendungen für die notwendigen Restrukturierungsmaßnahmen wurden gemäß bestehender Vereinbarung von der Allianz Deutschland AG getragen. Die OLB sollte das Kerngeschäft als traditionelle Regionalbank im Nordwesten Deutschlands fortsetzen.
Am 23. Juni 2017 wurde die Übernahme der Anteile der Allianz Deutschland an der OLB (rund 90,2 %) für 300 Millionen Euro durch die Bremer Kreditbank, hinter der der US-amerikanische Finanzinvestor Apollo Global Management steht, bekanntgegeben.
Seit dem Jahr 2025 wird das, im Jahr 2023 geschlossene, Joint-Venture mit dem südafrikanischen Versicherungsunternehmen Sanlam unter dem Namen SanlamAllianz für den afrikanischen Kontinent umgesetzt.

## Geschäftstätigkeit
Die Allianzgruppe ist hauptsächlich im Versicherungsgeschäft tätig. So erwirtschaftete das Geschäft mit Lebens- und Krankenversicherungen 2022 Beitragseinnahmen von 75,1 Milliarden Euro bei einem Jahresüberschuss von 3,8 Milliarden Euro. Im selben Zeitraum erbrachte das Segment Schaden- und Unfallversicherung bei einem Umsatz von 70,0 Milliarden Euro einen Jahresüberschuss von 3,2 Milliarden Euro. Im Geschäftszweig Asset Management verwaltete die Allianzgruppe für Privatpersonen, institutionelle Anleger und die eigenen Tochtergesellschaften im Versicherungsbereich ein Vermögen von 2,2 Billionen Euro (Stand: 31. Dezember 2022) und erwirtschaftete 2022 einen Jahresüberschuss von 0,9 Milliarden Euro. Zu diesem Bereich gehören die beiden Anlageverwalter PIMCO und Allianz Global Investors (AGI).
Die Allianz-Gruppe ist größter Gesellschafter an der Extremus Versicherung, einem deutschen Spezialversicherer für Großschäden durch Terrorismus.
Nachdem zu Anfang 2009 die Dresdner Bank an die Commerzbank verkauft wurde, konzentriert sich der Bankbereich in Deutschland auf die Oldenburgische Landesbank (OLB). Die bisherigen Allianzkunden der Dresdner wurden 2009 in die neu gegründete Allianz Bank als Tochter der OLB übergeführt, soweit diese folgten. Weitere größere Bankaktivitäten gibt es in Italien und Frankreich.
Im Jahr 2013 wurde die Allianz X GmbH als „Company Builder“ der Allianz-Gruppe gegründet mit dem Ziel, die Digitalisierung innerhalb der Allianz weiter voranzuführen. Als CEO konnte Peter Borchers gewonnen werden. Mit dem Autovermittler Abracar hatte Allianz X im Januar 2017 sein erstes Spin Off. Im November 2017 wurde der Fokus von Allianz X neu ausgerichtet. Allianz X macht seither strategische Investments für digitale Themen und ist kein Company Builder mehr. Nazim Cetin übernahm die CEO Rolle. 2019 erhält Allianz X weitere Investitionsmittel in Höhe von 570 Millionen Euro. Zusammen mit dem Startbudget von 430 Millionen, mit dem bereits 15 Investitionen getätigt wurden, liegt das Gesamtinvestitionsvolumen von Allianz X nun bei 1 Milliarde Euro.

## Konzernbeteiligungen der Allianz SE

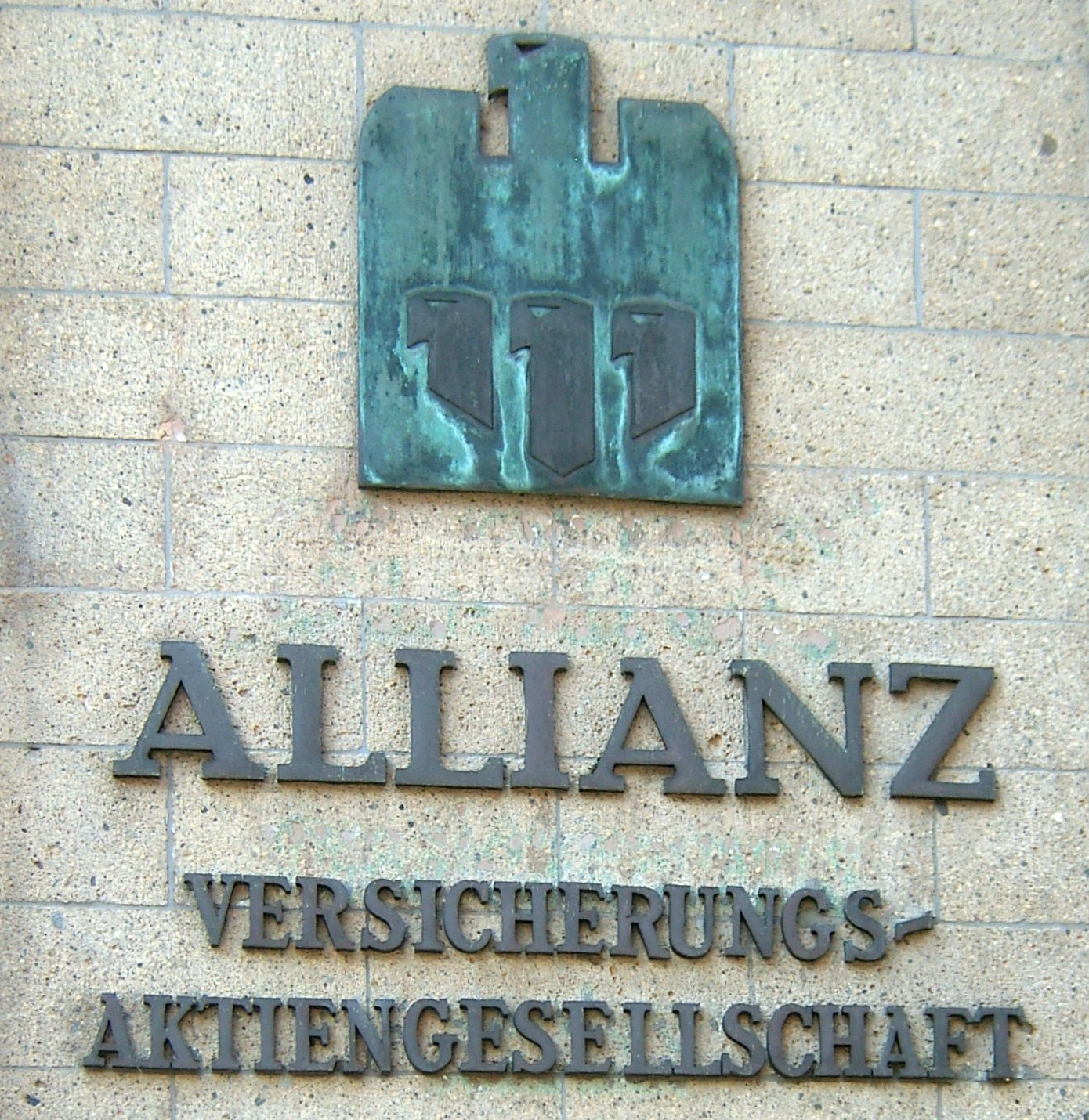
Altes Allianz-Logo an der Hamburger Trostbrücke

### Operative Konzernbeteiligungen Inland

Logo der Elvia

- Allianz Alternative Assets Holding GmbH (AAA), München[34]
- Allianz Capital Partners GmbH (ACP), München[35]
- Allianz Deutschland AG (AZ D), München, bestehend aus
  - Allianz Beratungs- und Vertriebs-AG (ABV), München
  - Allianz Handwerker Services GmbH, München
  - Allianz Lebensversicherungs-Aktiengesellschaft (AZL), Stuttgart[36]
    - Deutsche Lebensversicherungs-AG (DLVAG), Berlin
    - Allianz Pensionskasse AG (APK), Stuttgart
    - Allianz Pensionsfonds AG (APF), Stuttgart

  - Allianz Ortungsservices GmbH (AOS), München
  - Allianz Private Krankenversicherungs-Aktiengesellschaft (APKV), München
  - Allianz Versicherungs-Aktiengesellschaft (AZ Vers), München
    - ADAC Autoversicherung AG, München
    - Allianz Agrar AG, München
    - Volkswagen Autoversicherung AG, Braunschweig (49 %)

  - Vereinte Spezial Krankenversicherung Aktiengesellschaft, München
- Allianz Global Corporate & Specialty SE (AGCS), München
- Allianz Global Investors GmbH (AGI), Frankfurt am Main
- Allianz Technology SE (AzTech), München
- Allianz Pension Consult GmbH (APC), Stuttgart
- Allianz Pension Partners GmbH (APP), München
- Allianz Rechtsschutz-Service GmbH, München
- Allianz Zentrum für Technik (AZT), München
- Allianz Global Automotive (AGA), München
- Allianz Direct Versicherung-AG, München

### Operative Konzernbeteiligungen Ausland
- Allianz Eurasia Gruppe, Moskau, Russland und Ukraine (Mehrheitsanteil von rund 97 % durch Kauf März 2007)
- Allianz France SA, Paris, Frankreich
- Allianz Gruppe in Österreich
- Allianz Suisse, Schweiz (mit den Marken Allianz Suisse und Elvia)
- Allianz SpA, Mailand, Italien
- TUA Assicurazioni, Mailand, Italien
- Allianz Worldwide Partners SAS, Paris, Frankreich
- Allianz Țiriac Asigurări, Rumänien
- Bajaj Allianz, Pune, Indien (26 %)
- Euler Hermes SA, Paris, Frankreich
- Fénix Directo, Spanien
- Fireman’s Fund Insurance Company, Novato, USA

- Yapı Kredi Sigorta, Türkei

Logo der Allianz Wien

- sowie zahlreiche Tochtergesellschaften der Allianz SE

### Strategische Konzernbeteiligungen
Im Mai 2007 übernahm die Allianz den russischen Finanzkonzern Progress-Garant. Im Gespräch war ein Preis von 100 Mio. Dollar (rund 74 Mio. Euro). Progress-Garant rangierte damals auf Platz 25 der größten russischen Versicherer. 2011 wurden die Aktivitäten der drei russischen Unternehmenseinheiten der Allianz Gruppe, nämlich ROSNO, Progress-Garant und Allianz Russia, in einer neuen Gesellschaft OJSC IC Allianz zusammengefasst, die im April 2012 ihre Arbeit aufnahm.
Im Dezember 2016 wurde der Verkauf von 49 % der Gas Connect Austria an ein Konsortium bestehend aus Allianz und Snam abgeschlossen.

## Aktiengesellschaft
Das Grundkapital der Gesellschaft ist aufgeteilt in rund 391,7 Millionen Stückaktien. Die Aktien des Unternehmens sind an der Deutschen Börse in Frankfurt notiert und im DAX sowie im DivDAX enthalten. Am 22. September 2009 teilte der Versicherungskonzern mit, dass er die Börsennotierung seiner Aktien an der NYSE zurückziehen wird. Außerdem wird eine Einstellung der Notierung an den Börsen in London, Mailand, Paris und der Schweiz folgen. Grund war das geringe Handelsvolumen an den ausländischen Börsenplätzen.

### Aktionärsstruktur
Zum 31. Dezember 2022 befanden sich die Aktien vollständig im Streubesitz. Die Allianz SE ist gemessen am Grundkapital zu 62,8 % in der Hand ausländischer Investoren. Der Anteil privater Investoren beträgt 25,6 %, der Anteil institutioneller 74,4 %. Rund 825.000 Aktionäre aus Deutschland halten insgesamt 37,2 % der Aktien. Größte Einzelaktionäre sind die BlackRock Inc. mit 6,99 % und die DWS Investment GmbH mit 3,01 %.

### Kennzahlen
| in Mio.          | 2022    | 2021    | 2020    | 2019    | 2018    | 2017    | 2016    |
| ---------------- | ------- | ------- | ------- | ------- | ------- | ------- | ------- |
| Gesamter Umsatz  | 152.671 | 148.511 | 140.455 | 142.369 | 132.283 | 126.149 | 122.416 |
| Jahresüberschuss | 7182    | 7105    | 7133    | 8302    | 7703    | 7207    | 7329    |
| Eigenkapital     | 51.000  | 79.952  | 80.821  | 74.002  | 61.232  | 66.553  | 67.083  |

### Dividendenpolitik
Als Ziel für die jährliche Dividendenzahlung gibt die Allianz an, 50 % des (auf Anteilseigner entfallenden) Jahresüberschusses des Allianz-Konzerns an die Aktionäre auszuschütten und das Niveau des Vorjahres um mindestens 5 % zu überschreiten.

## Leitung
Vorstandsvorsitzender ist seit dem 7. Mai 2015 Oliver Bäte; seit dem 7. Mai 2017 ist Michael Diekmann Aufsichtsratsvorsitzender.
Seit 2005 werden die Bezüge des Vorstandes und des Aufsichtsrats individuell ausgewiesen und zusammen mit dem Geschäftsbericht veröffentlicht.

### Generaldirektoren/Vorstandsvorsitzende
| Amtszeit  | Name                            |
| --------- | ------------------------------- |
| 1890–1904 | Carl von Thieme (1844–1924)     |
| 1904–1921 | Paul von der Nahmer (1858–1921) |
| 1921–1933 | Kurt Schmitt (1886–1950)        |
| 1933–1948 | Hans Heß (1881–1957)            |
| 1948–1961 | Hans Goudefroy (1900–1961)      |
| 1962–1971 | Alfred Haase (1903–1972)        |
| 1971–1991 | Wolfgang Schieren (1927–1996)   |
| 1991–2003 | Henning Schulte-Noelle (* 1942) |
| 2003–2015 | Michael Diekmann (* 1954)       |
| seit 2015 | Oliver Bäte (* 1965)            |

## Soziales Engagement
Die Allianz ist ein Hauptsponsor des Businessplan-Wettbewerbs für soziale Organisationen startsocial.

## Kritik

### Spekulation mit Grundnahrungsmitteln
Die Hilfs- und Entwicklungsorganisation Oxfam hat im Mai 2012 eine Studie mit dem Titel „Mit Essen spielt man nicht!“ anlässlich der Jahreshauptversammlung der Allianz SE veröffentlicht. Oxfam kommt in der Studie zu dem Ergebnis, dass die Allianz im Jahr 2011 größter Investor in Agrarrohstoffen war. Geschätzte 6,2 Milliarden Euro legte die Allianz SE demnach im Jahr 2011 in fünf Fonds direkt oder indirekt in Agrarrohstoffen an. Zum Vergleich: Deutsche Finanzinstitute legten 2011 insgesamt 11,4 Milliarden Euro in Agrarrohstoffen an. Das entspricht zufolge der Studie etwa einem Sechstel des weltweiten Anlagevermögens in diesem Bereich.
Nach Aussagen von Oxfam führt die Spekulation mit Nahrungsmitteln wie Weizen oder Mais zu extrem schwankenden Preisen und Preisspitzen auf den Warenterminmärkten, die sich auf die realen Preise auswirken. Steigende oder volatile Preise verursachen demnach Hunger. Besonders Menschen im globalen Süden litten unter steigenden Preisen: Sie gaben bis zu 80 % ihres Einkommens für Nahrungsmittel aus, es fehlt Geld für Bildung oder Gesundheitsfürsorge (in Deutschland gaben Menschen im Schnitt 10–12 % des Einkommens für Nahrung aus). Laut Weltbank ist die Zahl der hungernden Menschen seit der Preisexplosion 2010/11 um 44 Millionen gestiegen. Andere europäische Geldinstitute haben aufgrund öffentlicher Kritik angekündigt, ihre Anlagen in Nahrungsmitteln auslaufen oder zumindest überprüfen zu lassen. Die Allianz SE wollte 2012 diesem Beispiel nicht folgen und bestritt stattdessen jeglichen Zusammenhang zwischen Investition und steigenden oder volatilen Preisen.

### Stellenabbau

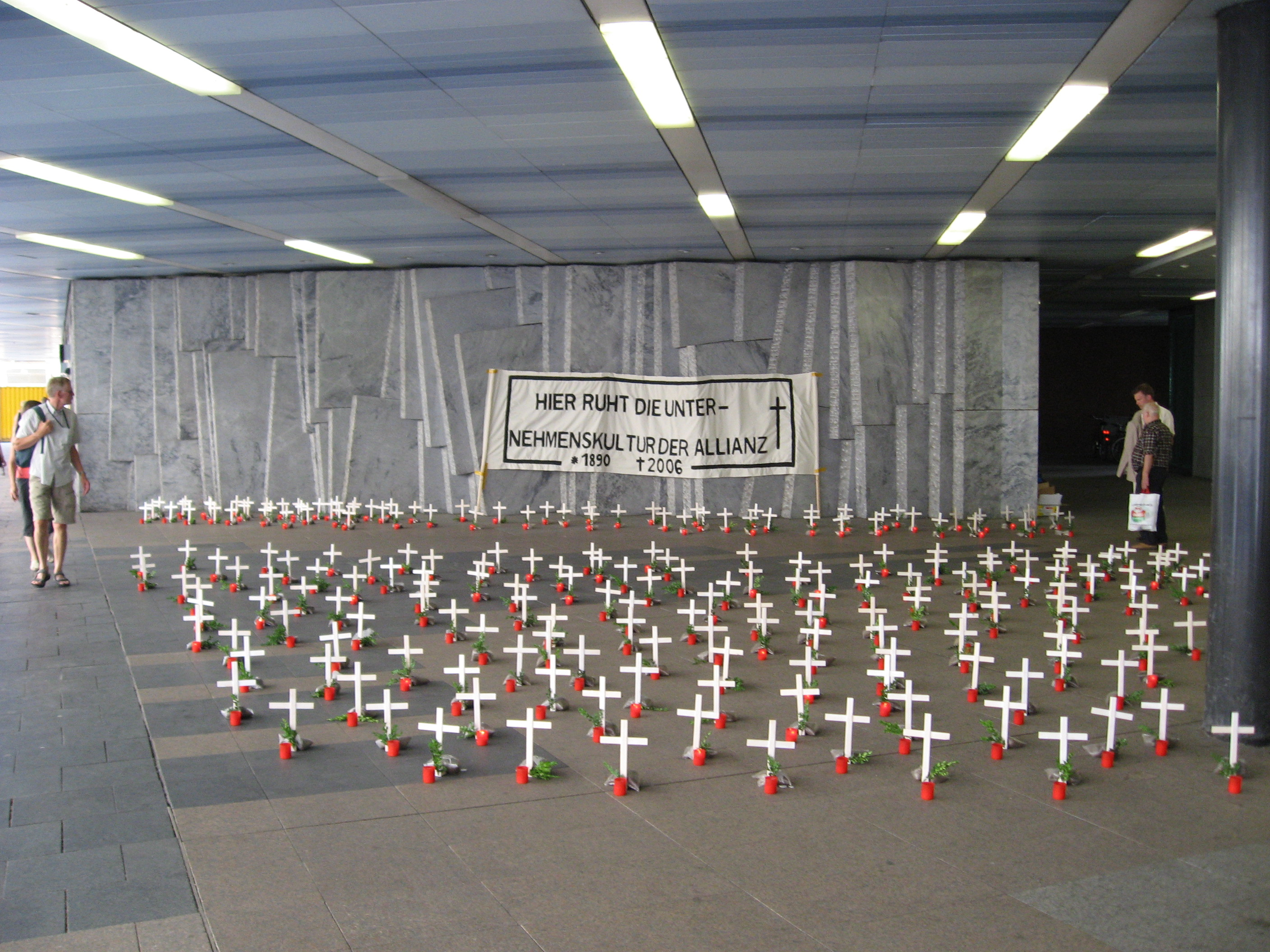
Protest gegen Entlassungspläne 2006

Am 22. Juni 2006 kündigte der Allianz-Konzern an, bis 2008 mit rund 7500 Stellen in Deutschland etwa jede sechste Vollzeitstelle zu streichen, davon rund 2500 Stellen bei der Dresdner Bank. Die Mitarbeiter sollten die Möglichkeit haben, in andere Unternehmensbereiche zu wechseln, in denen demnächst durch normale Fluktuation etwa 3000 Stellen frei werden. Es waren Abfindungen von bis zu 250.000 Euro geplant. Die Zahl der Dienstleistungsstandorte sollte von 21 auf zehn reduziert werden. Unter anderem war geplant, alle Standorte in Nordrhein-Westfalen zu schließen und den Standort Frankfurt auf ein Kompetenzzentrum für Kfz zu begrenzen. In der Öffentlichkeit wurden diese Maßnahmen vielfach mit Verweis auf den Rekordgewinn von 4,4 Milliarden Euro im Geschäftsjahr 2005 als unverhältnismäßig kritisiert. Der Betriebsrat ließ die Stellenstreichungen durch externe Gutachter prüfen. Am 20. November 2006 gab die Konzernleitung nach Verhandlungen mit der Gewerkschaft ver.di bekannt, dass auf betriebsbedingte Kündigungen bis 2009 verzichtet werden solle.

### Vergleich wegen strukturierter Fonds in den USA
Wegen des Verkaufs so genannter Structured Alpha Fonds durch die Allianz-Tochter AGI US an Investoren in den USA leitete das Department of Justice (DOJ), die oberste Strafverfolgungsbehörde der USA, 2021 eine Untersuchung der Vorgänge ein. Diese Fonds sollten in Phasen deutlicher Marktunruhe Stabilität in den Bestand bringen und trotzdem gute Erträge liefern. Doch die starken Schwankungen der Aktienmärkte zu Beginn der Corona-Krise Anfang 2020 brachten die Alpha-Fonds in Not, AGI US musste Ende März 2021 zwei der Hedgefonds ganz schließen, andere wiesen hohe Verluste auf. Kläger behaupteten, AGI US habe damals entgegen den selbst aufgestellten Investmentregeln der Fonds agiert und so die Verluste erhöht. Im Mai 2022 einigten sich die Allianz mit den meisten Klägern und den US-Behörden, demnach bekenne sich das Unternehmen schuldig und stelle für Entschädigung- und Strafzahlungen 5,6 Milliarden Euro zurück. Die Vermögensverwaltung der AGI US im Umfang von 120 Mrd. Dollar solle darüber hinaus an „Voya Financial“ übertragen werden.

## Bekannte Versicherungsfälle
- Beim Erdbeben von San Francisco 1906 war die Allianz in der Feuerversicherung betroffen, für die Stadt hatte die Gesellschaft erst im Vorjahr die Genehmigung des Kaiserlichen Aufsichtsamts für Privatversicherung erhalten (die Genehmigungsurkunde sprach von „Sankt Franzisko“).[54] Die spätere Allianz-Tochter Fireman’s Fund Insurance Company, die seit 1991 Teil des Konzerns ist, gehörte zu den am stärksten betroffenen Unternehmen – insbesondere fielen das eigene Verwaltungsgebäude und die dort gelagerten Versicherungsunterlagen dem Erdbeben und der folgenden Feuersbrunst zum Opfer[54]
- Die Allianz war Versicherer des Malaysia-Airlines-Fluges 370.[55]
- Die Allianz war Versicherer des verunglückten Indonesia-AirAsia-Fluges 8501.[56]
- Die Allianz-Tochter Allianz Global Risks US Insurance war neben einigen weiteren Versicherungsgesellschaften Versicherer des früheren World Trade Centers in New York. Die Allianz wurde zur Zahlung der doppelten Versicherungssumme verurteilt, als ein Gericht einer Klage stattgab, da es sich bei den Terroranschlägen auf die Zwillingstürme um zwei unterschiedliche Schadensfälle gehandelt habe.[57]

## Allianz als Namensgeber
Die Allianz ist Namensgeber von sieben Sportstadien weltweit:
- Allianz Arena in München
- Allianz Field in Saint Paul
- Allianz Parque in São Paulo
- Allianz Riviera in Nizza
- Allianz Stadion in Wien
- Allianz Stadium in Sydney
- Allianz Stadium in Turin